# علماء الصحابة
يبلغ عدد صحابة رسول الله حوالي مائة وأربعة عشر ألف صحابي، تفرغ بعضهم للعلم فعرفوا بعلماء الصحابة فعن أبي سعيد الخدري قال: «قال رسول الله  أرحم أمتي بها أبو بكر الصديق وأقواهم في دين الله عمر بن الخطاب وأصدقهم حياء عثمان بن عفان وأقضاهم علي بن أبي طالب وأفرضهم زيد بن ثابت وأقرؤهم لكتاب الله أبي بن كعب وأعلمهم بالحلال والحرام معاذ بن جبل وأمين هذه الأمة أبو عبيدة بن الجراح وأبو هريرة وعاء  للعلم"».
كان من الصحابة نقاد أيضا للمتون فقد رد عبد الله بن عباس حديث أبو هريرة: (من حمل جنازة فليتوضأ). وعلل هذا الرد بقوله: (لا يلزمنا الوضوء في حمل عيدان يابسة)، فروح النظر في المتون، والاستدلال بها على درجة الحديث كانت موجودة إذن.

## أكثرالصحابةحديثاً عن رسول الله[2]
عن (أحمد بن حنبل) ًقال: ستة من أصحاب النبي أكثروا الرواية عنه وعمَّروا أبو هريرة وعبد الله بن عمر وعائشة أم المؤمنين وجابر بن عبد الله وعبد الله بن عباس وأنس بن مالك وأكثرهم حديثاً أبو هريرة ، وحمل عنه الثقات. وعن (أحمد بن حنبل) أكثر الصحابة فُتْياً عبد الله بن عباس وسال عن العبادلة العلماء؟ فقال: عبد الله بن عباس وعبد الله بن عمر، وعبد الله بن الزبير وعبد الله بن عمرو. قيل له: فابن مسعود؟ قال: لا، ليس عبد الله بن مسعود من العبادلة لتقدم موته ويلتحق بابن مسعود في ذلك سائر العبادلة المسمين بعبد الله من الصحابة، والعبادلة نحو مائتين وعشرين نفساً.
ومن قام بقول النبي في الفقه ثلاثة: عبد الله بن مسعود وزيد بن ثابت وعبد الله بن عباس م. كان لكل رجل منهم أصحاب يقومون بقوله ويفتون الناس. وروي عن مسروق قال: وجدت علم أصحاب النبي انتهى إلى ستة: عمر، وعلي، وأُبيّ، وزيد، وأبو الدرداء وعبد الله بن مسعود ثم انتهى علم هؤلاء الستة إلى اثنين: علي، وعبد الله. وروي عن مطرِّف، عن الشعبي، عن مسروق لكن ذكر أبو موسى الأشعري بدل أبي الدرداء. وروي عن الشعبي قال: كان العلم يؤخذ عن ستة من أصحاب رسول الله وكان عمر، وعبد الله، وزيد، يشبه علم بعضهم بعضاً، وكان يقتبس بعضهم من بعض، وكان علي، والأشعري، وأبي، يشبه علم بعضهم بعضاً، وكان يقتبس بعضهم من بعض. وروي أن الشافعي ذكر الصحابة في رسالته القديمة، وأثنى عليهم بما هم أهله، ثم قال: وهم فوقنا في كل علم، واجتهاد، وورع، وعقل، وأمر استدرك به علم واستنبط به، وآراؤهم لنا أحمد وأُولى بنا من آرائنا عندنا لأنفسنا والله أعلم.

## عدد الصحابة
روي عن أبو زرعة الرازي أنه سئل عن عدة من روى عن النبي فقال: ومن يضبط هذا؟ شهد مع النبي حجة الوداع أربعون ألفا، وشهد معه غزوة تبوك سبعون ألفا. -وقوله قبض رسول الله عن مائة ألف وأربعة عشر ألفاً من الصحابة، ممن روي عنه وسمع منه من أهل المدينة وأهل مكة ومن بينهما، والأعراب، ومن شهد معه حجة الوداع كل رآه وسمع منه ب جبل عرفات.

## علم الصحابة ينتشر حيث نزلوا
اختلف في عدد طبقاتهم وأصنافهم والنظر في ذلك إلى السبق بالإسلام، والهجرة، وشهود المشاهد الفاضلة مع رسول الله جعلهم الحاكم أبو عبد الله اثنتي عشرة طبقة، ومنهم من زاد على ذلك وأفضلهم على الإطلاق هو الإمام علي بن أبي طالب عند الفريق الشيعي أما السني فكالتالي :-
أبو بكر الصديق، ثم عمر بن الخطاب وعند مذاهب أصحاب الحديث وأهل السنة وجمهور السلف تقديم عثمان بن عفان على علي بن أبي طالب، فأفضلهم الخلفاء الأربعة ثم الستة الباقون إلى تمام العشرة ثم البدر يون، ثم أصحاب أحد، ثم أهل بيعة الرضوان بالحديبية.
ويقول ابن الصلاح بتفضيل السابقين الأولين من المهاجرين والأنصار، وهم الذين صلوا إلى القبلتين كقول سعيد بن المسيب وطائفة. وعندالشعبي هم الذين شهدوا بيعة الرضوان. وعند محمد بن كعب القرظي وعطاء بن يسار أنهما قالا: هم أهل غزوة بدر، برواية ابن عبد البر عنهما فيما وجده عنه ابن الصلاح. وأول من أسلم من الرجال الأحرار أبو بكر الصديق، ومن الصبيان أو الأحداث علي بن أبي طالب، ومن النساء خديجة بنت خويلد، ومن الموالي زيد بن حارثة، ومن العبيد بلال بن رباح، والله أعلم. وأخرهم على الإطلاق موتاً أبو الطفيل عامر بن واثلة مات سنة مائة من الهجرة. وآخر من مات منهم بالمدينة: جابر بن عبد الله، وقيل: سهل بن سعد، وقيل: السائب بن يزيد. وآخر من مات منهم ب مكة عبد الله بن عمر، وقيل: جابر بن عبد الله. وذكر علي بن المديني أن أبا الطفيل مات ب مكة، فهو إذاً الآخر بها. وآخر من مات منهم بالبصرة: أنس بن مالك. قال أبو عمر بن عبد البر: ما أعلم أحداً مات بعده ممن رأى رسول الله إلا أبا الطفيل. وآخر من مات منهم بالكوفة: عبد الله بن أبي أوفى. بالشام: عبد الله بن بسر، وقيل: بل أبو أمامة الباهلي. وآخر من مات من أصحاب رسول الله بمصر: عبد الله بن الحارث بن جزء الزبيدي. بفلسطين: أبو أبي بن أم حرام. بدمشق: واثلة بن الأسقع بحمص: عبد الله بن بسر. وباليمامة: الهرماس بن زياد وبالجزيرة: العرس بن عميرة. بأفريقية رويفع بن ثابت. وبالبادية في الأعراب: سلمة بن الأكوع.